# Jesús Ignacio Ibáñez Loyo
Ibáñez  Loyo est un nom espagnol. Le premier nom de famille, en général paternel, est Ibáñez ; le second, en général maternel, souvent omis, est Loyo.
Jesús Ignacio Ibáñez Loyo, né le 18 mars 1960 dans le village d'Ametzaga de la commune de Zuia en Alava, est un ancien coureur cycliste professionnel espagnol. Au cours de sa carrière cycliste, Loyo remporte le titre de champion d'Espagne en 1984. Puis trois ans plus tard, il gagne la 6e étape du Tour d'Espagne 1987.

## Palmarès
- 1980
  - 2e de la Prueba Alsasua
- 1982
  - 2e de la Prueba Alsasua
- 1983
  - 4e étape du Tour de Castille
  - 3e du Tour de Castille
- 1984
  -  Champion d'Espagne sur route
  - 6e étape du Tour des Asturies
  - 2e du Mémorial Manuel Galera
  - 3e du Tour des Asturies
- 1987
  - 6e étape du Tour d'Espagne

## Résultats sur les grands tours

### Tour de France
1 participation 
- 1985 : abandon (10e étape)

### Tour d'Italie
4 participations 
- 1983 : 66e
- 1984 : 62e
- 1987 : 56e
- 1988 : abandon (14e étape)

### Tour d'Espagne
2 participations 
- 1984 : 63e
- 1987 : 66e, vainqueur de la 6e étape